# Jeux du Commonwealth de 1986
Navigation
Édition précédente Édition suivante
Les XIIIe Jeux du Commonwealth se sont déroulés à Édimbourg en Écosse du 24 juillet au 2 août 1986. 
Ces Jeux sont boycottés par la majorité des pays du Commonwealth. Le Royaume-Uni, pays hôte, est en effet en froid avec le reste du Commonwealth sur la question de l'attitude à adopter vis-à-vis du gouvernement sud-africain, qui pratique l'apartheid. Bien que l'Afrique du Sud ne soit plus membre du Commonwealth depuis 1961, l'organisation se préoccupe fortement des discriminations raciales qui y sévissent, et prône de manière quasi unanime des sanctions. Or, le gouvernement britannique de Margaret Thatcher s'oppose à l'imposition de sanctions économiques. Thatcher réaffirme cette position quelques semaines avant les Jeux, ce qui amène le Nigeria à déclarer qu'il n'y participera pas. Finalement, trente-deux des pays inscrits boycottent les Jeux de Glasgow, ne laissant que vingt-sept nations participantes,. Seuls quatre pays africains participent : le Botswana, le Lesotho, le Malawi et le Swaziland. Parmi les pays asiatiques, seuls Hong Kong (concession britannique) et Singapour sont présents ; quant aux États caribéens, outre le territoire britannique des îles Caïmans, le boycott est total. Les Bermudes (territoire britannique) envoient une délégation aux Jeux, qui participent uniquement à la cérémonie d'ouverture, avant d'être ordonnés par l'Association olympique bermudienne de se joindre au boycott.

## Tableau des médailles
- Pays hôte

| Rang  | Nation           | Or  | Argent | Bronze | Total |
| ----- | ---------------- | --- | ------ | ------ | ----- |
| 1     | Angleterre       | 52  | 43     | 49     | 144   |
| 2     | Canada           | 51  | 34     | 31     | 116   |
| 3     | Australie        | 40  | 46     | 35     | 121   |
| 4     | Nouvelle-Zélande | 8   | 16     | 14     | 38    |
| 5     | Pays de Galles   | 6   | 5      | 12     | 23    |
| 6     | Écosse           | 3   | 12     | 18     | 33    |
| 7     | Irlande du Nord  | 2   | 4      | 9      | 15    |
| 8     | Île de Man       | 1   | 0      | 0      | 1     |
| 9     | Guernesey        | 0   | 2      | 0      | 2     |
| 10    | Eswatini         | 0   | 1      | 0      | 1     |
| 11    | Hong Kong        | 0   | 0      | 3      | 3     |
| 12    | Malawi           | 0   | 0      | 2      | 2     |
| 13    | Botswana         | 0   | 0      | 1      | 1     |
| 13    | Jersey           | 0   | 0      | 1      | 1     |
| 13    | Singapour        | 0   | 0      | 1      | 1     |
| Total | Total            | 163 | 163    | 176    | 502   |

## Pays participants
| - Îles Caïmans - Îles Cook - Samoa - Île Norfolk - Fidji - Gibraltar - Lesotho - Malte - Eswatini - Îles Malouines - Vanuatu - Maldives | - Singapour - Angleterre - Canada - Australie - Nouvelle-Zélande - Pays de Galles - Écosse - Irlande du Nord - Île de Man - Guernesey - Hong Kong | - Malawi - Botswana - Jersey |  |